# 亞成地
亞成地（英語：Archenland）是C·S·路易斯小說《納尼亞傳奇》中的虛構王國，位在納尼亞王國南方、卡羅門帝國的北方。該國的首都是安瓦。亞成地與納尼亞一直保持著良好關係，共同遭外敵入侵時會聯手抗敵。

## 歷史
亞成地在納尼亞紀元180年時立國，是納尼亞國王法蘭克五世的小兒子柯爾由開墾而建立的。
1000年時，當時亞成地的國王半月有一對雙胞胎兒子柯林和柯爾，柯爾因故從小與父母分離，被卡羅門地區的漁民收養，取名沙斯塔。1014年時，沙斯塔正欲逃離卡羅門，同時卡羅門王子羅八達亦正準備出兵征服亞成地，沙斯塔趕在卡羅門人進攻前預先將此一計畫告知半月國王，挫敗了卡羅門人的陰謀。沙斯塔的真實身分（柯爾王子）也因此揭露，得以與親生父親半月重逢。半月國王逝世後，柯爾繼任為亞成地國王。
柯爾國王與艾拉薇所生之子羅姆在1050年即位為亞成地國王。

## 歷任統治者
以下為出現在小說裡的亞成地國王。
| 姓名           | 統治時期   |
| -------------- | ---------- |
| 柯爾           | 180—？年   |
| 歐爾文         | 407—？年   |
| 半月           | ？—？年    |
| 柯爾（沙斯塔） | ？—1050年  |
| 羅姆大帝       | 1050—？年  |
| 耐恩           | 約2303年間 |